# إد هووبر (سياسي)
إد هووبر هو سياسي أمريكي، ولد في 5 أغسطس 1947 في ستيتسفيل في الولايات المتحدة. نشط حزبياً في الحزب الجمهوري. وقد انتخب عضو مجلس ولاية فلوريدا ‏ وانتخب عضو مجلس نواب فلوريدا ‏.